# Arrenaptenus humilis
Arrenaptenus humilis är en tvåvingeart som beskrevs av Borgmeier 1959. Arrenaptenus humilis ingår i släktet Arrenaptenus och familjen puckelflugor. Inga underarter finns listade i Catalogue of Life.